# Milan Maur
Milan Maur (* 8. prosince 1950 v Plzni) je český malíř, grafik, performer a konceptuální umělec. Výtvarné umění soukromě studoval u prof. Jřího Patery. Jeho vlastní výtvarnou tvorbu lze z větší části zařadit mezi nejdůslednější projevy českého konceptuálního umění. Žije a tvoří v Plzni.

## Život a dílo

### Zastoupení ve sbírkách
- Národní galerie Praha
- Západočeská galerie v Plzni
- Galerie umění Klatovy
- Galerie výtvarného umění Karlovy Vary
- soukromé sbírky Česká republika, Rakousko, Německo, Slovensko, Švýcarsko, Francie, Španělsko, USA...

## Výběr výstav
- 1978 – Obrazy a kresby, Výstavní síň PKO, Plzeň
- 1981 – Výstavní síň Luna (s V. Malinou a T. Kůsem), Plzeň
- 1982 – Maur, Malina, Sobec, Výstavní síň OKS, Rokycany
  - Maur, Malina, Samec, Venda, Výstavní síň OKS, Starý Plzenec
- 1983 – Doteky a rastry, Ústav makromolekulární chemie, Praha
- 1984 – Umění v přírodě, Klub Futurum, Praha
- 1985 – Obrazy, kresby, Galerie mladých, Brno
- 1988 – R+M (Rauner, Maur), G 4, Cheb
  - Vzpomínky a záznamy (s V. Malinou), KS Blatiny, Praha
- 1990 – Reflexe, záznamy, imprese (s V. Malinou a K. Slípkovou), OKS, Chomutov
- 1991 – Reflexe, záznamy, imprese (s V. Malinou a K. Slípkovou), Galerie Pod podloubím, Olomouc
  - Setkání 1981–1991 (s V. Malinou, J. Samcem, V, Vendou), Galerie U bílého jednorožce, Klatovy
  - Galéria Kleibl, Bratislava
- 1992 – Člověk, kterého neznám, Vlastivědné muzeum, Olomouc
  - Záznamy z přírody, Galerie Jaroslava Krále, Brno
  - Záznamy, Salon de la Photographia, Strasbourg, Francie
- 1994 – Záznamy, Galerie Via Art, Praha
  - Malina – „Imprese“, Maur – „Záznamy“, Galerie Alfa Omega, Karlovy Vary
- 1995 – Voda na Vodově (s J. Dungelem), Vila Vodova, Brno
  - Maur, Moral, Vonbank–Schedler, Wallner, Galerie Gmünd, Gmünd, Rakousko
  - Kresby, Galerie im Komhaus, Rohrschach, Švýcarsko
- 1996 –	Milan Maur – Kresby, Divadlo V. Nezvala, Karlovy Vary
  - Téma strom, Výstavní síň E. Filly, Ústí nad labem
  - Zastavení, Orleáns, Francie
  - V rytmu letu bělásků, Galerie výtvarného umění, Cheb
- 1997 – Rytmy, Univerzitní galerie, Plzeň
- 1998 – Sůl nad zlato, Regensburg
- 1999 – Rytmy 1988–1998, Dům umění, Opava
  - Rytmy 1994–1999, Výstavní síň SPT Telecom, Louny
  - Měsíc po zatmění, Nová síň, Praha
- 2000 – Voda, Západočeská galerie v Plzni
  - Granzgänger, Klášter Plasy
  - Přírodní procesy, Galerie Klatovy – Klenová
- 2001 – Krajina, světlo, zvuk, Galerie Sýpka–Vlkov
  - Vizuální koncepty, Galerie umění Karlovy Vary
- 2002 – Milan Maur – Obrazy, Muzeum Chodska v Domažlicích
  - Milan Maur – Lety, Galerie Via Art, Praha
- 2004 – Kapky oceánu (se Zetem, Kubovým), Galerie města Plzně, Plzeň
  - Koncepty a imprese (s Malinou), Výstavní síň, Sokolská 26, Ostrava
  - Persóna Voda (s Kubovým, Šigutem, Zetem), Šarišská galérie, Prešov
  - Koncepty – Impresie – Konštrukcie (s Malinou), Galerie Z, Bratislava
- 2005 – Aqua Naturata (s Kubovým, Šigutem, Zetem), Východoslovenská galéria, Košice
  - Od země přes kopec do nebe, Severočeská galerie výtvarného umění, Litoměřice
  - Nový zlínský salon, Krajská galerie výtvarného umění, Zlín
- 2006 – Z mesta von, Galerie města Bratislavy, Bratislava
- 2008 – Jasná zpráva, Galerie města Plzně, Plzeň
- 2022 – Nejisté sekvence děje, Fait Gallery, Brno[1]

## Výběr akcí
- 9. dubna 1983 otiskoval svoji dlaň na kmeny schnoucích stromů v Krušných horách.
- 11. května 1983 se v Krušných horách dotýkal umírajících stromů, protože nevěděl, jak jim jinak pomoci.
- 15. června 1983 poblíž Koterova u Plzně vstoupil do řeky a nechal se jí unášet.
- 20. ledna 1985 ulomil ze zamrzlé řeky v Plzni-Lobzích dva kousky ledu. Jeden z nich doma položil na papír a v patnáctiminutových intervalech obkresloval tak dlouho, dokud neroztál. Druhý úlomek ledu si nechal roztát v dlani.
- 9. května 1988 šel od úsvitu do soumraku za sluncem.
- 19. října 1988 v Plzni-Závrtku vyhledal v ranní rose běláska. Počkal jsem, až vzlétne, a pak ho celý den sledoval.
- V noci z 12. na 13. července 1990 přespal ve stohu slámy u Radobyčic a následující den obkresloval stín, vrhaný tímto stohem.
- 22. srpna 1990 vrátil skále u Starého Plzence kámen, který nosil týden při sobě, a pak obkresloval stín, vrhaný touto skálou.